# Hot Springs nationalpark
Hot Springs nationalpark ligger i Garland County, i delstaten Arkansas, USA. Med en yta av 22,5 km² är den USA:s minsta nationalpark.